# حوزه انتخابیه دهم کارولینای شمالی
حوزه انتخابیه دهم کارولینای شمالی یک حوزه انتخابیه مجلس نمایندگان آمریکا است که در ایالت کارولینای شمالی قرار دارد.